# Лехешть
Лехешть, Лехешті (рум. Lehești) — село у повіті Алба в Румунії. Входить до складу комуни Соходол.
Село розташоване на відстані 319 км на північний захід від Бухареста, 52 км на північний захід від Алба-Юлії, 70 км на південний захід від Клуж-Напоки, 148 км на північний схід від Тімішоари.

## Населення
За даними перепису населення 2002 року у селі проживали 53 особи, усі — румуни. Усі жителі села рідною мовою назвали румунську.